# Brian Holderness
Brian Holderness (Kanada, Saskatchewan, Quill Lake, 1954. október 16. –) kanadai profi jégkorongozó kapus.

## Karrier
Komolyabb junior karrierjét a Saskatchewan Junior Hockey League-es Saskatoon Olympicsben kezdte 1971-ben. 1972-ben a legmagasabb junior ligába, Western Canada Hockey League-be került, a Saskatoon Bladesbe csapatába. Az 1974-es NHL-amatőr drafton a Minnesota North Stars választotta ki a 13. kör 205. helyén. A National Hockey League-ben sosem játszott. Felnőtt pályafutását az American Hockey League-es New Haven Nighthawksban kezdte 1974 végén és 1976 nyaráig volt csapattag. 1976 és 1978 között már csak az International Hockey League-ben játszott. Előbb a Fort Wayne Kometsben, utána a Saginaw Gearsben, végül visszavonult.